# Новерр, Жан-Жорж
Жан-Жорж Нове́рр (фр. Jean-Georges Noverre; 29 апреля 1727, Париж — 19 октября 1810, Сен-Жермен-ан-Ле) — французский балетный танцор, хореограф и теоретик балета, создатель балетных реформ. Считается основоположником современного балета. День его рождения 29 апреля по решению ЮНЕСКО с 1982 года отмечается как Международный день танца.

## Биография
Среди его педагогов были знаменитый французский балетный танцор Луи Дюпре и танцор Королевской академии музыки Франсуа-Робер Марсель.
Первое выступление состоялось в Фонтенбло при дворе французского короля Людовика XV — было это в 1742 году или в 1743 году. После удачного дебюта Новерр сразу получил приглашение в Берлин от принца Генриха Прусского. По возвращении в Париж он был принят в балетную труппу при театре Опера-Комик, а вскоре, в 1748 году, женился на актрисе и танцовщице Маргарите-Луизе Совёр (фр. Marguerite-Louise Sauveur).
В 1748 году, когда театр Опера-Комик в очередной раз закрылся (это было связано с финансовыми осложнениями, которые этот театр неоднократно переживал), Новерр отправился по театрам городов Европы и до 1752 года выступал в Страсбурге и Лионе, а затем уехал в Лондон, где провел два года в труппе британского актёра Дэвида Гарика, дружбу с которым он сохранит на всю жизнь и которого будет называть «Шекспиром в танце». Работая там, Новерр пришел к мысли о создании отдельного большого танцевального спектакля, независимого от оперы, в состав которой балет танец ранее входил в виде бессодержательного балетного фрагмента; он продумывал серьёзную танцевальную тематику и разрабатывал танцевальную драматургию, приходя к мысли о создании балетного законченного представления с развивающимся действием и характерами персонажей.
В 1754 году он вернулся Париж, в опять открывшийся Опера-Комик, и в тот же год создал свой первый большой балетный спектакль «Китайские праздники» («фр. Les Fêtes chinoises»). Затем судьба вновь забросила его в Лион, где он прожил с 1758 по 1760 год.
Там Новерр поставил несколько балетных спектаклей и опубликовал свой главный теоретический труд «Записки о танце и балете» («фр. Lettres sur la danse et les ballets») — он осмыслил весь предыдущий балетный опыт и охватил все аспекты современного ему танца; он разрабатывал теоретические задачи пантомимы, обогащая современный ему балет новыми элементами, дающими возможность вести самостоятельный сюжет; он ввел новый балетный термин pas d’action — действенный балет; требуя отмены театральных масок у танцоров, он тем самым способствовал большей выразительности танца и понимания его у зрителя; он уходил от балета как вычурного танца самого по себе, жившего в других видах театрального искусства, вызвав резкую критику приверженцев старых танцевальных устоев. Он писал: «Театр не терпит ничего лишнего; поэтому необходимо изгонять со сцены решительно все, что может ослабить интерес, и выпускать на неё ровно столько персонажей, сколько требуется для исполнения данной драмы. … Композиторы, в большинстве своем, все ещё, повторяю, держатся старинных традиций Оперы. Они сочиняют паспье, потому что их с такой грацией „пробегала“ м-ль Прево, мюзетты, потому что некогда их изящно и сладостно танцевали м-ль Салле и г-н Демулен, тамбурины, потому что в этом жанре блистала м-ль Камарго, наконец, чаконы и пассакайли, потому что они были излюбленным жанром знаменитого Дюпре, наилучшим образом соответствуя его склонности, амплуа и благородной фигуре. Но всех этих превосходных артистов ныне уже нет в театре…». Главным выразительным средством балетов Новерра стала пантомима — до него, вплоть до середины XVIII в. актеры балета-пантомимы выходили на сцену в масках, порой пантомима даже заменяла оперные арии, но никогда до Новерра не несла основной своей собственной смысловой нагрузки. У Новерра мимика была подчинена танцам, которые, по его мнению, должны заключать в себе драматическую мысль.
Эта большая теоретическая работа впоследствии выдержала множество переизданий и была переведена на европейские языки: английский, немецкий, испанский, а затем и на другие. Позднее этот труд вышел в 4 томах в Петербурге в 1803—1804 гг. под названием «Письма о танце» — книга стала известна и издана в России благодаря его ученику Шарлю Ле Пику, приглашенному в Петербург в 1787 в качестве первого танцора, а затем и хореографа. С тех пор в России было несколько изданий на русском языке, книга переиздаётся вплоть до настоящего времени. Известный русско-французский балетный деятель Б. Кохно через много лет сказал о Новерре и Ле Пике: «Новер преобразил танец своей эпохи, а его балет-пантомима достиг России благодаря его ученику Ле Пику».
В 1760 году Новерр приглашается в Штутгарт, где провел семь лет и где его учеником стал впоследствии выдающий танцор и хореограф, будущий пропагандист творчества и идей Новерра Шарль Ле Пик. В Штутгарте герцог Карл II Вюртембергский, большой знаток и любитель театра, создал для служителей искусств свободную творческую обстановку, что привлекло много талантливых людей: музыкантов, артистов, художников. 11 февраля 1763 года ко дню рождения герцога Новерр поставил балет на музыку Ж.Родольфа, тоже жившего в Штутгарте, «Ясон и Медея», где воплотил свои основные балетные реформы. Отказавшись от несуразных больших париков и закрывавших лицо масок, Новерр впервые ввел в балет пантомиму. В премьерном спектакле среди основных исполнителей были заняты: Нэнси Левьер (Медея), Гаэтано Вестрис (Ясон), Анджиоло Вестрис (Креон), Шарль Ле Пик (Ээн), Мари-Мадлен Гимар (Креуза). Эта постановка стала революционной в хореографии и имела такой большой успех, что в Европе началось постепенное освоение реформ Новерра. К нему устремились ученики и почитатели, желавшие с ним работать. К 1764 году Новерр руководил труппой из пятнадцати солистов и кордебалета из двадцати трех мужчин и двадцати одной женщины.
Через семь лет Новерр переехал в Вену, оказавшись под протекцией будущей королевы Марии-Антуанетты, назначившей его королевским балетмейстером. Там, получив огромную свободу в постановках, он смог реализовать свои многочисленные идеи по реформаторству в балете, сочинив и поставив множество балетных представлений. Он сам впервые ввел пантомиму в своем балете «Медея и Ясон» («фр. Medee et Jason») на музыку Ж.-Ж. Родольфа в 1763 году. Затем он поставил большую пантомимическую постановку в несколько актов на сюжет «Семирамиды» Вольтера. Он привлек к сотрудничеству разных композиторов, в том числе Глюка, с которым создал несколько балетных композиций.
В 1775 году Мария-Антуанетта, став к этому времени супругой дофина, а затем, с 1774 года, короля Франции Людовика XVI, повелела Новерру прибыть в Париж и назначила его первым балетмейстером в театре Оперы, носившем тогда название Королевской Академии музыки.
С 1778 года — член Французской королевской академии танцев.
В 1776—1781 годах Новерр возглавлял балетную труппу Парижской оперы, однако его замыслы встретили сопротивление со стороны консервативной труппы и завсегдатаев театра, не желающих ничего менять. В 1781 году Новерр написал свои разработки по строительству нового зала Парижской Опера «Комментарий по строительству зала» («фр. Observations sur la construction d’une nouvelle salle de l’Opéra»). Борьба с труппой, не желающей признавать новые веяния в балете, отнимала много сил и времени; занятый работой, Новерр покинул пост в Парижской Опере (эту должность занял его ученик и сподвижник Жан Доберваль) и следующее десятилетие проводил преимущественно в Лондоне, возглавляя балетную труппу в театре «Друри-Лейн».
Всё это время, где бы он ни находился, он продолжал неистово работать: он не только ставил балетные спектакли (Новерр поставил свыше 80 балетов и большое число танцев в операх.), он уделял огромное внимание теории танцевального искусства, разрабатывая и развивая его. Его имя стало широко известно, и он находился в переписке с выдающимися людьми своего времени, в том числе с Вольтером, некоторые письма к которому сохранились до настоящего времени. Новерр начал важную работу над созданием балетного словаря. Примерно в 1795 году он прибыл в Сен-Жермен-ан-Ле. Там он готовил к изданию свой словарь, который так и не успел довершить — 19 октября 1810 года он скончался.

## Значение
Большинство его постановок разрабатывали сюжеты о драматических событиях и сильных страстях. Вслед за Вольтером и Дидро Новерр проводил на балетной сцене идею о подчинении долгу; его эстетические воззрения тяготели к провозглашаемым Ж.-Ж.Руссо естественным чувствам и близости природе (например, балет «Белтон и Элиза», композитор неизвестен, первая половина 1770-х годов). Реформы Новерра оказали решающее влияние на всё дальнейшее развитие мирового балета и стали основными постулатами, это в первую очередь: взаимодействие всех компонентов балетного спектакля, логическое развитие действия и характеристик действующих лиц.
Он сам подвёл итог своему творчеству: «Я разбил уродливые маски, предал огню нелепые парики, изгнал стеснительные панье и ещё более стеснительные тоннеле; на место рутины призвал изящный вкус; предложил костюм более благородный, правдивый и живописный; потребовал действия и движения в сценах, одушевления и выразительности в танце; я наглядно показал, какая глубокая пропасть лежит между механическим танцем ремесленника и гением артиста, возносящим искусство танца в один ряд с другими подражательными искусствами, и тем самым навлек на себя неудовольствие всех тех, кто почитает и соблюдает старинные обычаи, какими бы нелепыми и варварскими они ни были».

## Библиография

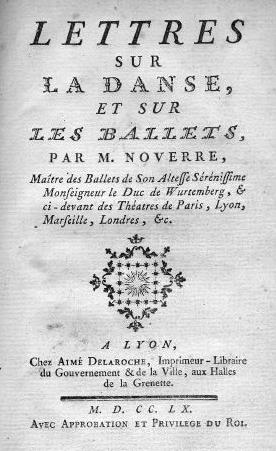
«Записки о танце и балете». Первое издание (1760)

## Основные постановки
- 1751: Суд Париса Le Jugement de Pâris (Лион — Вена 1771)
- 1754: Китайские праздники Les Fêtes chinoises (Париж)
- 1754: Источник молодости La Fontaine de jouvence (Париж)
- 1755: Моряки Les Matelots (Париж)
- 1755: Фламандские праздники Les Réjouissances flamandes (Париж)
- 1755: Провансаль La Provençale (Лондон)
- 1755: Моряки-лилипуты The Lilliputian Sailors (Лондон)
- 1757: Праздники в гареме La Toilette de Vénus (Лион)
- 1758: Les Fêtes du sérail (Лион)
- 1758: Чувство экспромтом L’Impromptu du sentiment (Лион)
- 1758: Капризы Галатеи Les Caprices de Galatée (Лион — Париж 1776 — Лондон 1789)
- 1758: La Mort d’Ajax (Лион)
- 1758: Жалюзи Les Jalousies (Лион)
- 1759: Любовь корсара L’Amour corsaire (Лион)
- 1759: Le Jalou sans rival (Лион)
- 1760: Спуск Орфея в Ад La Descente d’Orphée aux Enfers (Лион)
- 1760: Les Fêtes du Vauxhall (Лион)
- 1760: Сельская невеста La Mariée du village (Лион)
- 1760: Прусские новобранцы Les Recrues prussiennes (Лион)
- 1760: Renaud et Armide (Лион)
- 1761: Alceste (Штутгарт — Вена 1767)
- 1762: «Смерть Геркулеса» La Mort d’Hercule композитора Ж.-Ж. Родольфа (Штутгарт)
- 1762: «Психея и Амур» Psyché et l’Amour Ж.-Ж. Родольфа (Штутгарт)
- 1763: «Ясон и Медея» Jason et Médée Ж.-Ж. Родольфа (Штутгарт — Вена, Варшава, 1767 — Париж 1776 и 1780 — Лондон 1781, балет обошёл многие европейские театральные сцены, в т. ч. в России)
- 1764: Hypermnestre (Штутгарт)
- 1768 год: «Дон Кихот», композитор И. Старцер, Вена
- 1770: Diane et Endymion (Вена)
- 1771: Roger et Bradamante (Вена)
- 1772: Месть Агамемнона Agamemnon vengé (Вена)
- 1772: Iphigénie en Tauride (Вена)
- 1772: Thésée (Вена)
- 1773: Acis et Galathée (Вена)
- 1773: Адель де Понтье (Adèle de Ponthieu), музыка Старцера (Вена — Лондон 1782)
- 1773: Alexandre et Campaspe de Larisse (Вена)
- 1774: Les Horaces et les Curiaces (Вена 1774 — Париж 1777) — «Горации и Куриации» по трагедии П. Корнеля «Горацио», музыка И. Старцера
- 1775: Renaud et Armide (Милан — Лондон 1782)
- 1775: La nuova sposa Persiana (Милан — Вена 1775)
- 1776: Апеллес и Кампаспа (Apelles et Campaspe), музыка Ф. Аспельмайера (Париж — Лион 1787)
- 1778: Annette et Lubin (Париж)
- 11 июня 1778: «Безделушки» (Les Petits Riens) на музыку В.-А. Моцарта, сочинённую по личной просьбе Новерра; исполнители: Мари Аллар, Мадлен Гимар, Жан Доберваль и Огюст Вестрис (Парижская Опера)
- 1781: Les Amours d’Énée et de Didon (Лион)
- 1788: La Fête du Sérail (Париж)
- 1788: «Амур и Психея» L’Amour et Psyché Ж.-Ж. Родольфа (Лондон)
- 1788: La Fête de Tempé (Лондон)
- 1789: Admète (Лондон)
- 1794: La Bergère des Alpes (Лондон)
- 1794: La Vittoria (Лондон)
- 1795: Виндзорский замок Windsor Castle (Лондон)
- 1795: The Marriage of Peleus and Thetis (Лондон)